# Грицкан Михайло Васильович
Грицкан Михайло Васильович — співак, актор кіно та музикант, заслужений артист України[джерело?], у репертуарі співака пісні написані в різних стилях: рок, поп-рок, поп, лірика і шансон.

## Біографія
Грицкан Михайло Васильович народився 8 березня 1966 р. у с. Порубне (нині Тереблече) Глибоцького району Чернівецької області.
Освіта
Батьки звернули увагу на неординарність характеру сина, коли йому виповнилось тільки три роки. Талант активно почав проявлятися під час навчання в Порубнянській середній школі — жоден концерт не проходив без участі Михайла. З десяти років навчався в музичній школі, обравши клас акордеона. Після здобуття середньої освіти вступив до Кам'янець-Подільського сільськогосподарського інституту. Крім міцних знань з фаху, Михайло Васильович продовжував займатися творчістю: був солістом ВІА факультету. Після другого курсу в 1985—1987 рр. служив у лавах Радянській Армії. Музика була поряд і в цей час, адже Михайло Васильович створив ВІА «Шторм». Після демобілізації продовжив навчання в інституті, а в 1990 р. став дипломованим спеціалістом. Згодом своє творче покликання співак вирішив закріпити у стінах вищого навчального закладу. Музичну освіту здобув у Чернівецькому національному університеті ім. Ю. Федьковича на кафедрі музики за спеціальністю «Музичне мистецтво», спеціалізуючись на естрадному співі. У 2013 р. отримав диплом магістра. 
Музична кар'єра
Трудову діяльність розпочав у 1990 р. Щільний графік роботи за фахом та успіх на керівних посадах не загасили іскру талановитого співака. Творчість стала невід'ємною частиною його життя — з 2006 р. він опинився на професійній сцені. Михайло Васильович є керівником та солістом гурту «Гранд», який успішно гастролює зі своїми сольними концертами по Україні та за кордоном.
Приємний баритон Михайла Грицкана у поєднанні з надзвичайною харизмою робить його виступи неповторними. У своїх піснях віддає себе сповна, тому швидко завойовує серця багатьох слухачів. Репертуар складає близько 90 пісень, до яких постійно додаються нові композиції.

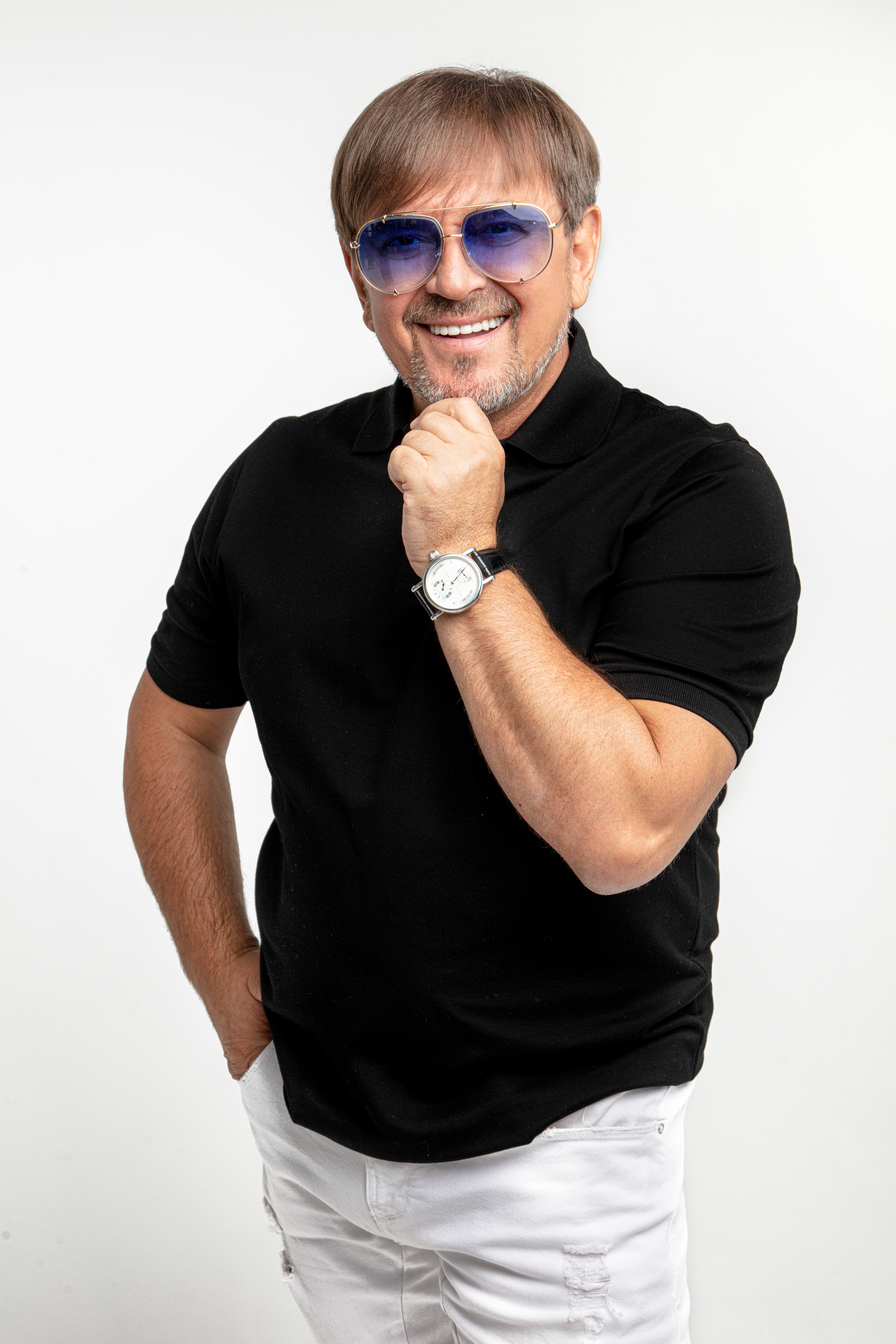
Михайло Грицкан 4

У 2010 р. — три пісні увійшли до збірника «Кращі пісні 2010 р.».
У лютому 2011 р. світ побачили два компакт-диски: «Люблю тебе» і «Белая метель».
У 2013 р. — всеукраїнський тур з концертною програмою за участю Віллі Токарєва та Михайла Грицкана по містах України «А життя — воно завжди прекрасне».
У 2014 році випустив подарунковий диск «Пісні, заспівані душею».
У 2015 р. аудіо-диск «Дякую, життя».
У 2016 році вийшли два аудіо-диска «Мій край» і «21 хіт». Всеукраїнський тур «Люблю тебе». Гастролі охопили 30 міст нашої держави. Стартував тур 11 травня у Вінниці, а завершився грандіозним шоу у столиці 17 листопада.
У 2017 році за вагомий особистий вклад в розвиток національної культури і мистецтва, власні здобутки та високу професійну майстерність отримав звання «Заслужений артист України», відповідно до Указу президента України.

У 2018 році відбудеться всеукраїнський тур «Наше кохання», а в березні поточного року Михайло презентує свою нову пісню «З днем народження».

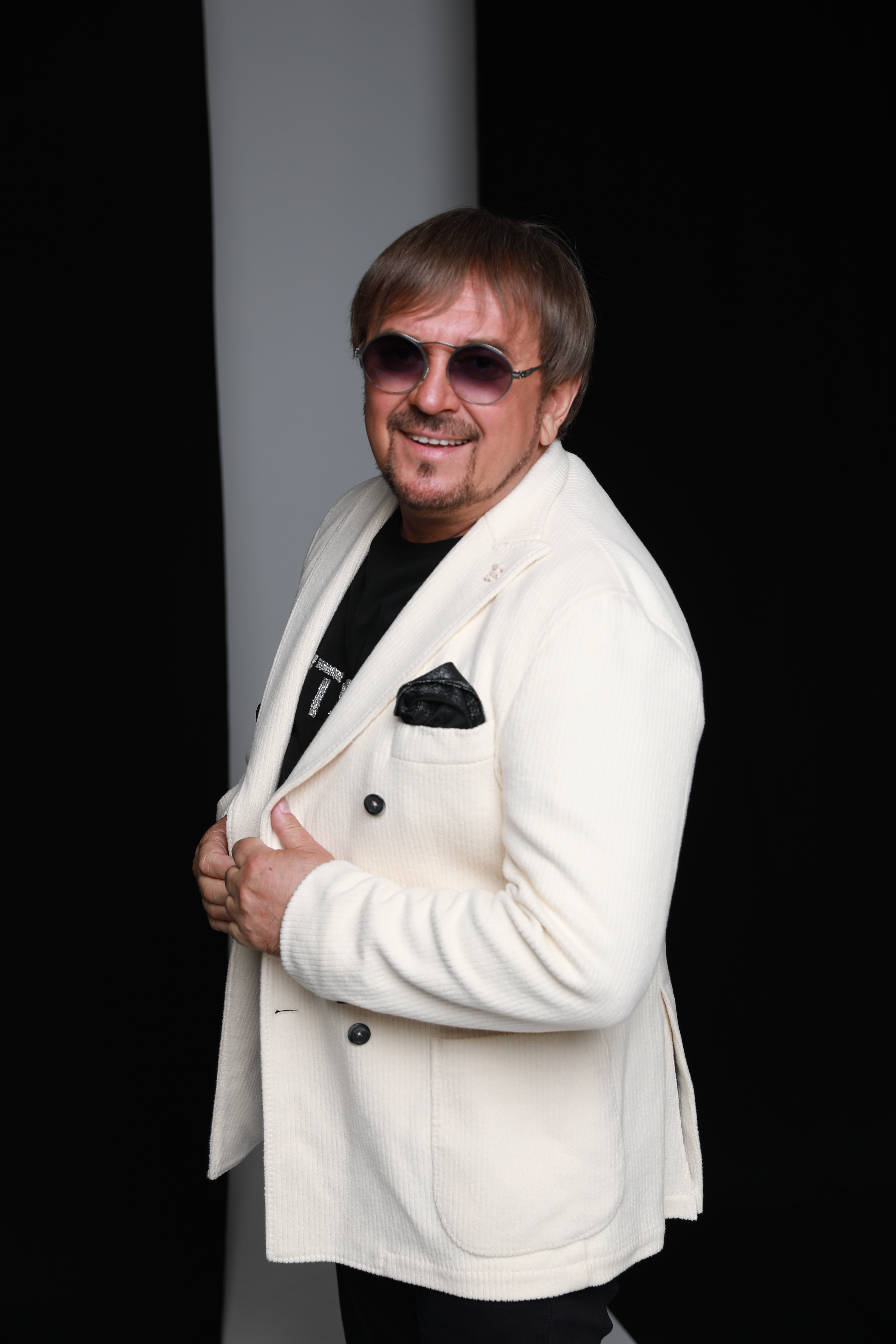
Михайло Грицкан 5

Телевізійна кар'єра
Михайло Грицкан — учасник багатьох всеукраїнських та міжнародних пісенних фестивалів, шоу програм та культурно-мистецьких проектів. Брав участь у телепроєктах «Голос країни», «Міняю жінку», «Караоке для дорослих», «Академія», міжнародному музичному проекті «10+10-Украина-Грузия», пройшов у фінал національного відбору на «Євробачення-2012» та ін.
Акторська кар'єра
2012 р. — зйомки у телесеріалі «Джамайка» з легендарним співаком Віллі Токарєвим, де фактично зіграв себе — співака;
2013 р. — дипломант міжнародного кінофестивалю «Корона Карпат» (спеціальний приз «Кращий кінодебют року» отримав, виконавши роль в телевізійному серіалі режисера Т. Гнєдаш «Джамайка»);
2014 р. — зйомки в історичному фільмі «Окупація» — виконав одну з головних ролей;
2014 р. — серіал «Красотка Ляля» (зіграв професора);
2015 р. — зйомки в історичному фільмі «Легенда Карпат» — виконав одну з головних ролей (дядько Олекси Довбуша);

## Родина та особисте життя
Одружений, має 3 доньок (Валерія, Юлія та Ірина).
Батьки: Армаш Ніна Миколаївна — народилася в Молдавії. Працювала викладачкою молодших класів.
Грицкан Василь Миколайович — народився на північній Буковині в селищі Порубне. Працював в торгівлі.
Михайло також має сестру Ларису та брата Валерія

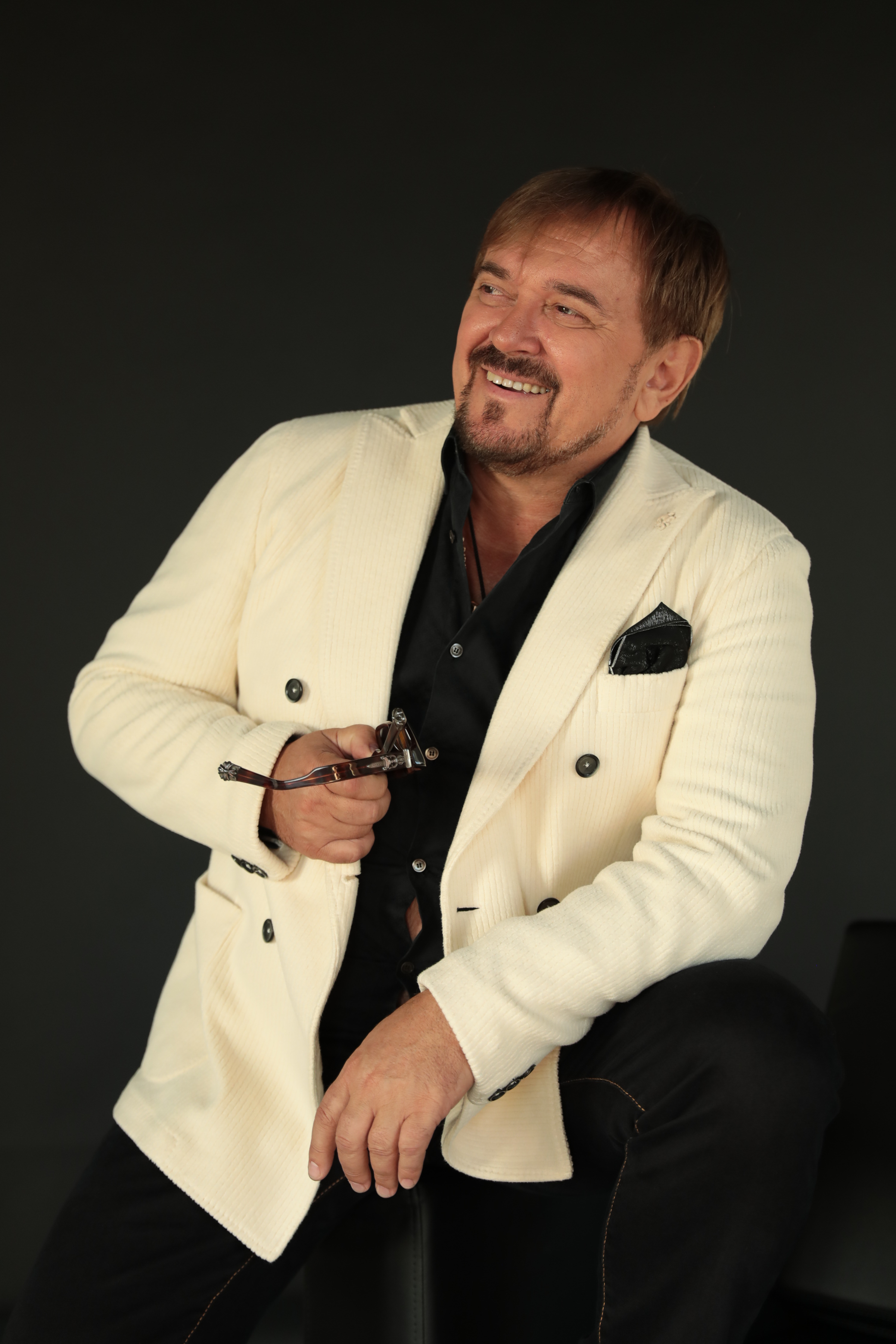
Михайло Грицкан 3

## Дискографія
У лютому 2011 р. світ побачили два компакт-диски: «Люблю тебе» і «Белая метель».
У 2014 році випустив подарунковий диск «Пісні, заспівані душею».
У 2015 р. аудіо-диск «Дякую, життя».
У 2016 році вийшли два аудіо-диска «Мій край» і «21 хіт».
У 2018 випуск аудіо-диска «Наше кохання»

## Виступи та сольні тури

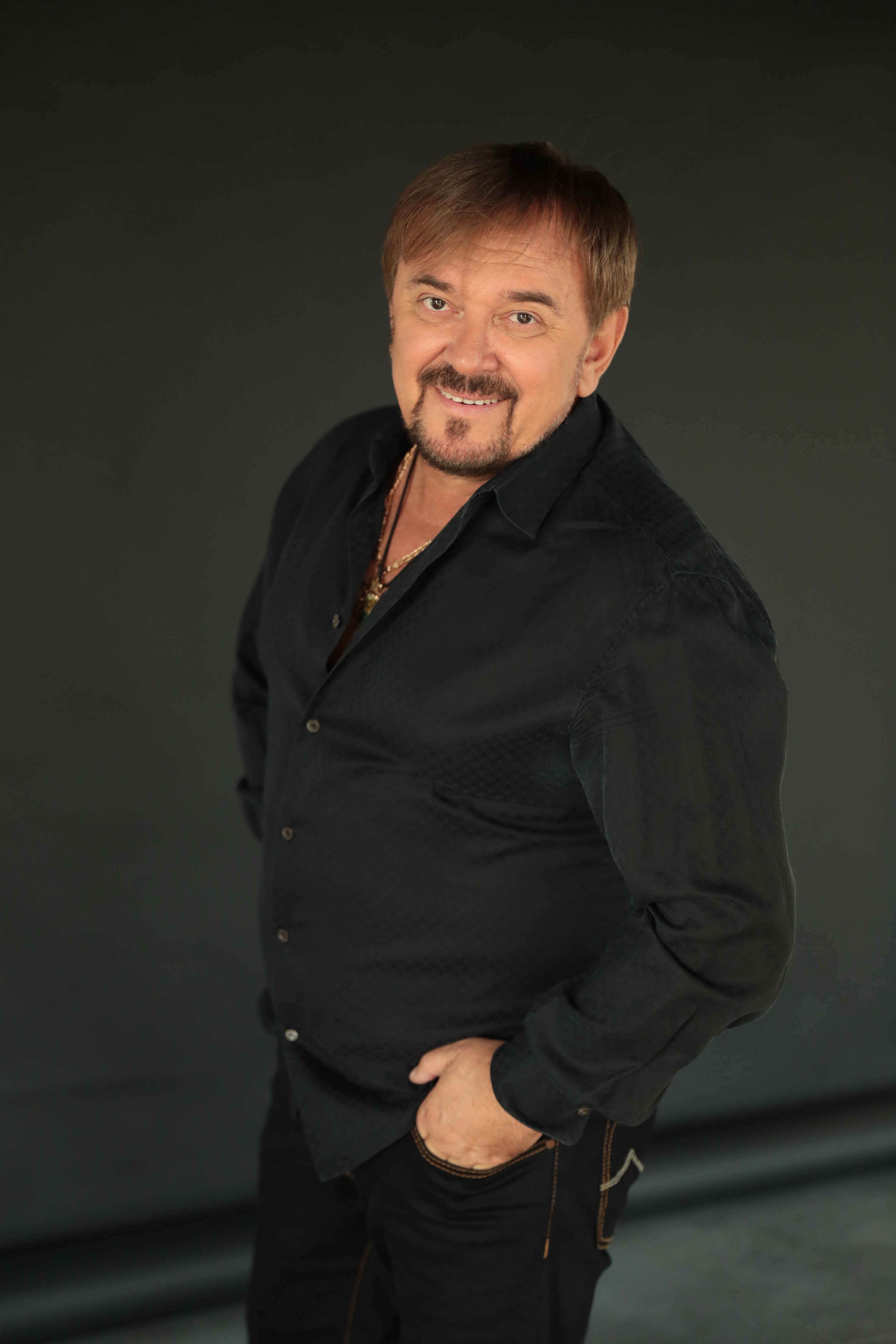
Михайло Грицкан 2

2008 р. — сольний концерт «Не відлітай» у літньому театрі Центрального парку культури і відпочинку ім. Т.Шевченка м. Чернівців.
2009 р. — сольний концерт «Осіннє золото» на площі Філармонії, присвячений 600-ї річниці міста Чернівці.
2010 р. — сольний концерт «Люблю тебе», присвячений Міжнародному жіночому дню.
2011 р. — спільний проект з Першим національним телеканалом України до 20-ї річниці Незалежності України, ювілейний концерт «Разом співаймо, друзі …».
2011 р. — телевізійний проект з Першим національним телеканалом України до Дня Перемог у ВВВ, концертна програма «Подвигом вашим живемо».
2011 р. — телевізійний проект з Першим національним телеканалом України, концерт до Дня державного прапора.
2011 р. — участь у Міжнародному фестивалі «Шансон біля моря».
2011 р. — проект Першого національного телеканалу України, концерт до 100-ї річниці від дня народження Марка Бернеса.
2012 р. — сольний Концерт до Дня Незалежності України.
2012 р. — сольний концерт в «Пальміра-Палас».
2012 р. — учасник най тривалішого пісенного марафону у м. Києві, зафіксованого Книзі рекордів Гіннеса.
2012 р. — учасник святкового концерту до Дня Незалежності України на майдані Незалежності у м. Києві.
2012 р. — сольний концерт «Тобі, єдиній…» у Палаці «Україна» до Міжнародного жіночого дня.
2013 р. — учасник концертної програми на Першому національному телеканалі України «Зірки запалюють» у Палаці «Україна», м. Київ.
2013 р. — почесний гість концерту «Я, звичайно, повернуся …» у Тбіліському державному російському драматичному театрі імені А. С. Грибоєдова (Грузія), присвячений 75-й річниці від дня народження В.Висоцького.
2013 р. — сольний концерт у м. Коблево.
2014 р. — благодійний сольний концерт «Єдина країна» для бійців АТО.
2015 р. — сольний концерт у Празі «Я до Тебе горнусь, Україно!».
2015 р. — концерт Михайла Грицкана «З любов'ю до рідного краю», присвячений 75 річчю створення Чернівецької області .
2016 р. — всеукраїнський тур «Люблю тебе». Гастролі охопили 30 міст нашої держави. Стартував тур 11 травня у Вінниці, а завершився грандіозним шоу у столиці 17 листопада.
2018 р. — всеукраїнський тур «Наше кохання»
2019 р. — сольний концерт у Києві «Обійму» (Жовтневий Палац, 7 травня 2019).
2022 р. - великий концерт у супроводі Оркестру НАОНІ (Жовтневий Палац, 25 січня 2022)
2022 р. - сольний концерт "Ти саме та" (Жовтневий палац)
2022 р. - сольний концерт в рамках телепроекту каналу СУСПІЛЬНЕ.КУЛЬТУРА "Твоя музика"
2022 р. - сольний концерт "ВОЛЯ" на каналі ПРАВДАТУТ
2023 р. - Великий благодійний тур "ВОЛЯ" (всеукраїнський та міжнародний з Катериною Бужинською)

## Популярні пісні з репертуару
1.  «100 тисяч кроків»
2.  "Обійму"
3. «Без тебе»
4. «Чорний велюр»
5. «Тарірірім»
6. «Наше кохання»
7. «Тарірірім
8. «Мамина пісня»
9. «Ти неймовірна»
10. «Мадонна кохання»
11. «Цілуй і нічого не бійся»
12. «Ангели земні»
13. «Мій край»
14. «Мамине серце»
15. «Разом співаймо, друзі мої»
16.«Батьку мій»
17. «А літа»
18. «Чорний велюр»
19. «Dake ploaja»
20. «Я до тебе горнусь, Україно»
21. «Військовий медик»
22. «Грішник»
23. «Тінь на стіні»
24. «Свято»
25. «Україна»
26. «З Вами я»
27. «Школа»

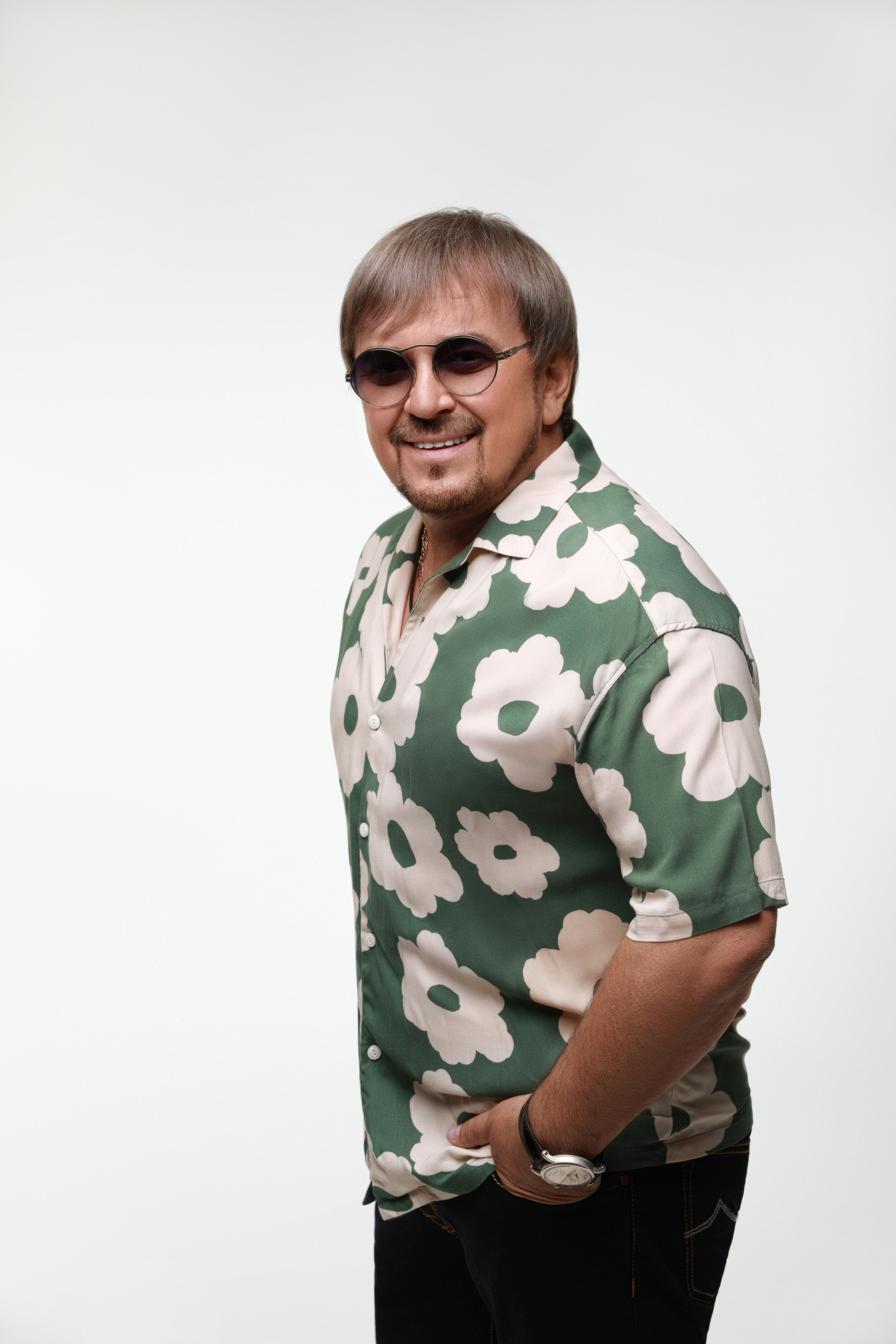
P-(199)

28. «Хочеться жити» (у дуеті з Олегом Шаком)
29. «Обіцяю»
30. «Чернівці»
31. «Два острови»
32. «Два серця гарячі»
33. «Зачекаймо до весни»
34.  «З днем народження»
35. «Коні вороні»

## Нагороди і премії

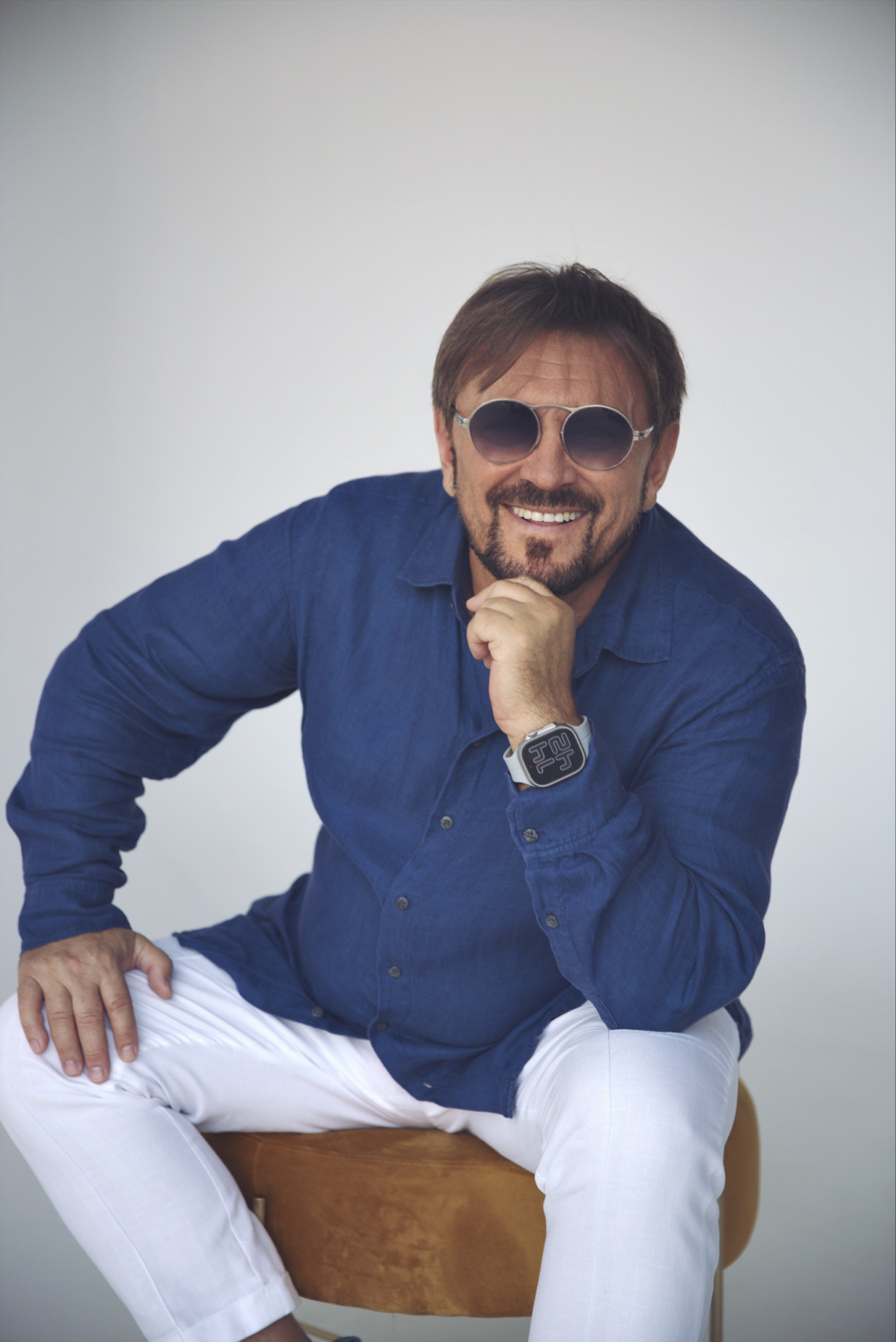
P-(128)

2010 — три пісні увійшли до збірника «Кращі пісні 2010 р.»
2013 р. — дипломант міжнародного кінофестивалю «Корона Карпат» (спеціальний приз «Кращий кінодебют року» отримав, виконавши роль в телевізійному серіалі режисера Т. Гнєдаш «Джамайка»);
2017 р.- Заслужений артист України
2023 р. - нагорода від Головнокомандувача ЗСУ Валерія Залужного "За сприяння війську"

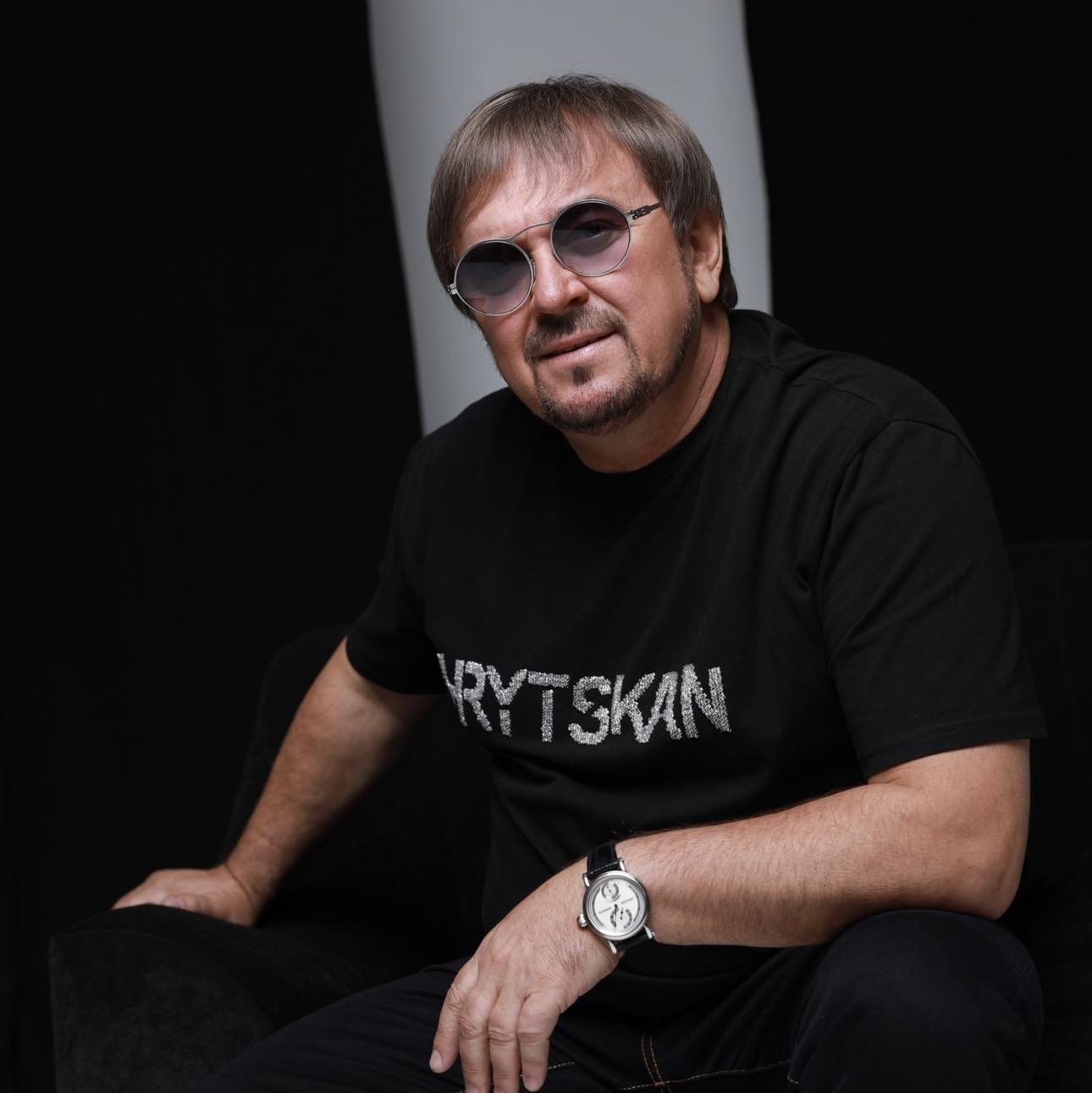
Михайло Грицкан